# 倒梨形碘泡虫
倒梨形碘泡虫（学名：Myxobolus obpyriformis）为碘泡科碘泡虫属的动物。分布于俄罗斯以及浙江、湖北等，营寄生生活，寄生在鲩的肾以及沙塘鳢的肠。